# Бригман, Виктор Иосифович
Виктор Иосифович Бригман — советский хозяйственный, государственный и политический деятель.

## Биография
Родился в 1884 году в деревне Валакуосе. Член КПСС с 1905 года.
Участник революции 1905—1907 годов, участник подпольной борьбы в Нижнем Новгороде, участник Февральской и Октябрьской революций. С 1919 года — на хозяйственной, общественной и политической работе. В 1919—1962 гг. — председатель Укмергского ревкома, председатель уездных ревкомов в Литве, хозяйственный, советский и партийный работник в Брянске, Горьком, Москве, заместитель председателя Оргбюро Литреспсовпрофа, председатель Управления курортов, санаториев и домов отдыха при Совмине Литовской ССР, председатель ЦК профсоюза работников сельского хозяйства Литовской ССР.
Избирался депутатом Верховного Совета Литовской ССР 3-5-го созывов.
Умер в Вильнюсе в 1972 году.